# Dušan Đokić
Dušan Đokić (in serbo Душан Ђокић?; Prokuplje, 20 febbraio 1980) è un ex calciatore serbo, di ruolo attaccante.

## Palmarès

### Club

#### Competizioni nazionali
- Campionato serbomontenegrino: 1

Stella Rossa: 2005-2006
- Campionato serbo: 1

Stella Rossa: 2006-2007
- Coppa di Serbia e Montenegro: 1

Stella Rossa: 2005-2006
- Coppa di Serbia: 1

Stella Rossa: 2006-2007